# Élections générales espagnoles de novembre 2019 au Pays basque
Les élections générales espagnoles de novembre 2019 (en espagnol : Elecciones generales de España de noviembre de 2019) se tiennent le dimanche 10 novembre 2019 afin d'élire les 350 députés et 208 des 266 sénateurs de la XIVe législature des Cortes Generales. 18 députés sont élus au Pays basque.

## Résultats
| Parti                  | Parti                                                   | Voix      | %     | +/-  | Sièges | +/-           |  |
| ---------------------- | ------------------------------------------------------- | --------- | ----- | ---- | ------ | ------------- |  |
|                        | Parti nationaliste basque (EAJ/PNV)                     | 379 002   | 32,01 | 1,00 | 6      | en stagnation |  |
|                        | Parti socialiste du Pays basque (PSE-EE-PSOE)           | 227 396   | 19,21 | 0,69 | 4      | en stagnation |  |
|                        | Euskal Herria Bildu (EH Bildu)                          | 221 073   | 18,67 | 1,99 | 4      | en stagnation |  |
|                        | Unidas Podemos (UP)                                     | 182 674   | 15,43 | 2,16 | 3      | 1             |  |
|                        | Parti populaire (PP)                                    | 104 746   | 8,85  | 1,40 | 1      | 1             |  |
|                        | Vox                                                     | 28 979    | 2,45  | 0,24 | 0      | en stagnation |  |
|                        | Ciudadanos (Cs)                                         | 13 279    | 1,12  | 2,04 | 0      | en stagnation |  |
|                        | Más País                                                | 8 542     | 0,72  | Nv.  | 0      | en stagnation |  |
|                        | Parti animaliste contre la maltraitance animale (PACMA) | 7 005     | 0,59  | 0,29 | 0      | en stagnation |  |
|                        | Recortes Cero-Grupo Verde (RC-GV)                       | 1 672     | 0,14  | 0,04 | 0      | en stagnation |  |
|                        | Pour un monde + juste (PUM+J)                           | 1 221     | 0,10  | 0,03 | 0      | en stagnation |  |
|                        | Autres partis                                           | 1 822     | 0,15  | -    | 0      | -             |  |
|                        | Vote blanc                                              | 6 624     | 0,56  | 0,07 |        |               |  |
|                        |                                                         |           |       |      |        |               |  |
| Suffrages exprimés     | Suffrages exprimés                                      | 1 184 035 | 99,44 |      |        |               |  |
| Votes nuls             | Votes nuls                                              | 6 687     | 0,56  |      |        |               |  |
| Total                  | Total                                                   | 1 190 722 | 100   | -    | 18     | en stagnation |  |
| Abstention             | Abstention                                              | 601 832   | 33,57 |      |        |               |  |
| Inscrits/Participation | Inscrits/Participation                                  | 1 792 554 | 66,43 |      |        |               |  |

### Résultats par provinces

#### Álava
| Parti                  | Parti                                                   | Voix    | %     | +/-           | Sièges | +/-           |  |
| ---------------------- | ------------------------------------------------------- | ------- | ----- | ------------- | ------ | ------------- |  |
|                        | Parti nationaliste basque (EAJ/PNV)                     | 40 262  | 23,57 | 0,85          | 1      | en stagnation |  |
|                        | Parti socialiste du Pays basque (PSE-EE-PSOE)           | 37 488  | 21,94 | 0,46          | 1      | en stagnation |  |
|                        | Unidas Podemos (UP)                                     | 28 186  | 16,50 | 1,24          | 1      | en stagnation |  |
|                        | Euskal Herria Bildu (EH Bildu)                          | 27 453  | 16,07 | 2,12          | 1      | en stagnation |  |
|                        | Parti populaire (PP)                                    | 25 506  | 14,93 | 1,18          | 0      | en stagnation |  |
|                        | Vox                                                     | 6 421   | 3,76  | 0,60          | 0      | en stagnation |  |
|                        | Ciudadanos (Cs)                                         | 2 526   | 1,48  | 2,51          | 0      | en stagnation |  |
|                        | Parti animaliste contre la maltraitance animale (PACMA) | 1 152   | 0,67  | 0,38          | 0      | en stagnation |  |
|                        | Recortes Cero-Grupo Verde (RC-GV)                       | 409     | 0,24  | 0,06          | 0      | en stagnation |  |
|                        | Pour un monde + juste (PUM+J)                           | 326     | 0,19  | en stagnation | 0      | en stagnation |  |
|                        | Parti communiste des travailleurs espagnols (PCTE)      | 215     | 0,13  | en stagnation | 0      | en stagnation |  |
|                        | Vote blanc                                              | 911     | 0,53  | 0,08          |        |               |  |
|                        |                                                         |         |       |               |        |               |  |
| Suffrages exprimés     | Suffrages exprimés                                      | 170 855 | 99,22 |               |        |               |  |
| Votes nuls             | Votes nuls                                              | 1 344   | 0,78  |               |        |               |  |
| Total                  | Total                                                   | 172 199 | 100   | -             | 4      | en stagnation |  |
| Abstention             | Abstention                                              | 86 296  | 33,38 |               |        |               |  |
| Inscrits/Participation | Inscrits/Participation                                  | 258 495 | 66,62 |               |        |               |  |

#### Biscaye
| Parti                  | Parti                                                   | Voix    | %     | +/-  | Sièges | +/-           |  |
| ---------------------- | ------------------------------------------------------- | ------- | ----- | ---- | ------ | ------------- |  |
|                        | Parti nationaliste basque (EAJ/PNV)                     | 221 979 | 35,22 | 0,88 | 3      | en stagnation |  |
|                        | Parti socialiste du Pays basque (PSE-EE-PSOE)           | 120 566 | 19,13 | 0,75 | 2      | en stagnation |  |
|                        | Unidas Podemos (UP)                                     | 97 125  | 15,41 | 2,31 | 1      | 1             |  |
|                        | Euskal Herria Bildu (EH Bildu)                          | 94 669  | 15,02 | 1,66 | 1      | en stagnation |  |
|                        | Parti populaire (PP)                                    | 55 621  | 8,82  | 1,52 | 1      | 1             |  |
|                        | Vox                                                     | 15 284  | 2,42  | 0,11 | 0      | en stagnation |  |
|                        | Más País                                                | 8 542   | 1,36  | Nv.  | 0      | en stagnation |  |
|                        | Ciudadanos (Cs)                                         | 6 929   | 1,10  | 2,01 | 0      | en stagnation |  |
|                        | Parti animaliste contre la maltraitance animale (PACMA) | 3 783   | 0,60  | 0,30 | 0      | en stagnation |  |
|                        | Recortes Cero-Grupo Verde (RC-GV)                       | 753     | 0,12  | 0,05 | 0      | en stagnation |  |
|                        | Autres partis                                           | 1 255   | 0,20  | -    | 0      | -             |  |
|                        | Vote blanc                                              | 3 806   | 0,60  | 0,06 |        |               |  |
|                        |                                                         |         |       |      |        |               |  |
| Suffrages exprimés     | Suffrages exprimés                                      | 630 312 | 99,42 |      |        |               |  |
| Votes nuls             | Votes nuls                                              | 3 665   | 0,58  |      |        |               |  |
| Total                  | Total                                                   | 633 977 | 100   | -    | 8      | en stagnation |  |
| Abstention             | Abstention                                              | 315 621 | 33,24 |      |        |               |  |
| Inscrits/Participation | Inscrits/Participation                                  | 949 598 | 66,76 |      |        |               |  |

#### Guipuscoa
| Parti                  | Parti                                                   | Voix    | %     | +/-           | Sièges | +/-           |  |
| ---------------------- | ------------------------------------------------------- | ------- | ----- | ------------- | ------ | ------------- |  |
|                        | Parti nationaliste basque (EAJ/PNV)                     | 116 761 | 30,50 | 1,46          | 2      | en stagnation |  |
|                        | Euskal Herria Bildu (EH Bildu)                          | 98 951  | 25,84 | 2,46          | 2      | en stagnation |  |
|                        | Parti socialiste du Pays basque (PSE-EE-PSOE)           | 69 342  | 18,11 | 0,75          | 1      | en stagnation |  |
|                        | Unidas Podemos (UP)                                     | 57 363  | 14,98 | 2,32          | 1      | en stagnation |  |
|                        | Parti populaire (PP)                                    | 23 619  | 6,17  | 1,12          | 0      | en stagnation |  |
|                        | Vox                                                     | 7 274   | 1,90  | 0,25          | 0      | en stagnation |  |
|                        | Ciudadanos (Cs)                                         | 3 824   | 1,00  | 1,89          | 0      | en stagnation |  |
|                        | Parti animaliste contre la maltraitance animale (PACMA) | 2 070   | 0,54  | 0,23          | 0      | en stagnation |  |
|                        | Sièges en blanc (EB)                                    | 570     | 0,15  | 0,01          | 0      | en stagnation |  |
|                        | Recortes Cero-Grupo Verde (RC-GV)                       | 510     | 0,13  | 0,01          | 0      | en stagnation |  |
|                        | Pour un monde + juste (PUM+J)                           | 401     | 0,10  | en stagnation | 0      | en stagnation |  |
|                        | Parti communiste des travailleurs du Pays basque (PCTE) | 276     | 0,07  | 0,01          | 0      | en stagnation |  |
|                        | Vote blanc                                              | 1 907   | 0,50  | 0,09          |        |               |  |
|                        |                                                         |         |       |               |        |               |  |
| Suffrages exprimés     | Suffrages exprimés                                      | 382 868 | 99,56 |               |        |               |  |
| Votes nuls             | Votes nuls                                              | 1 678   | 0,44  |               |        |               |  |
| Total                  | Total                                                   | 384 546 | 100   | -             | 6      | en stagnation |  |
| Abstention             | Abstention                                              | 199 915 | 34,21 |               |        |               |  |
| Inscrits/Participation | Inscrits/Participation                                  | 584 461 | 65,79 |               |        |               |  |